# Wiplala weer
Wiplala weer is een kinderboek van Annie M.G. Schmidt met zwart-wittekeningen van Jenny Dalenoord. Het verhaal is een vervolg op Wiplala, dat vijf jaar eerder was verschenen. 
De eerste druk verscheen in 1962.  In 2009 verscheen de 26e druk, net zoals bij het eerste deel met tekeningen van Hopman. 

## Verhaalverloop
Een paar jaar nadat ze Wiplala in huis hebben gehad, gaat het niet goed met het gezin Blom. Vader verdient bijna niets als schrijver. Hij besluit te gaan werken als secretaris van de directeur van de Minuutsoepfabriek, een grote fabriek die tomatensoep in blik maakt. Na de eerste werkdag wordt hij afgehaald door zijn zoon Johannes en zijn dochter Nella Della en ze besluiten om met z'n drieën bij een automatiek een kroket te trekken. Vader heeft meer trek in een slaatje. Daar blijkt hun oude vriendje Wiplala in te zitten, die opnieuw is weggestuurd door de andere wiplala's. Nella Della vermoedde al dat Wiplala weer in de buurt was, omdat een kruisspin die door Wiplala eerder was versteend ineens weer bleek te leven. Ze besluiten Wiplala opnieuw in huis te nemen.
Op een dag komt er bij het gezin een collectante aan de deur, juffrouw Twiddel, die door Wiplala wordt veranderd in een lijster. De lijster is al het raam uitgevlogen voordat Wiplala kans ziet haar terug te tinkelen.  
Als vader Blom op een dag naar zijn kantoor gaat, heeft Wiplala zich stiekem in zijn zak verstopt. Meneer Blom wordt bij meneer Peters, de directeur, op het matje geroepen omdat hij een grote fout heeft gemaakt. In een advertentie die meneer Blom in de krant heeft laten zetten is het woord pruimensoep gebruikt waar tomatensoep had moeten staan. Meneer Blom was in de war doordat Wiplala een berg tomaten in pruimen heeft veranderd. De fabriek zit nu in de problemen aangezien een firma een groot aantal blikken pruimensoep heeft besteld. Meneer Peters zegt tegen Blom dat hij is ontslagen en eist een schadevergoeding, maar dan verandert Wiplala de directeur in een hond. Het lukt hem vervolgens niet om de man terug te tinkelen. 
Meneer Blom besluit om nu maar de plaats van de directeur in te nemen. Hij vertelt aan de bedrijfsleider, Muizewit, dat de directeur op zakenreis naar Italië is voor onderzoek van de nieuwe pruimensoep die aldaar al jaren wordt gegeten. Nella Della verzint intussen een recept.  Nadat het niet gelukt is de hond aan de vrouw van meneer Peters over te dragen, neemt de familie Blom hem mee naar hun eigen huis.
Als de betoverde meneer Peters op een dag zijn vrouw ziet lopen, rukt hij zich los van Nella Della en springt tegen mevrouw Peters op en likt haar in het gezicht. De kapitein, een vriend van mevrouw Peters, rukt de hond los en men denkt eraan om het dier te laten verdrinken. Uiteindelijk gebeurt dat niet, maar meneer Peters wordt wel verkocht aan het echtpaar Parelhoen die de hond als waakhond willen bij hun bungalow. De familie Blom breekt 's nachts in bij de Parelhoens om meneer Peters terug te krijgen. Dit lukt, maar ze moeten Wiplala achterlaten om niet ontdekt te worden. Met een smoes, waarbij vader Blom zich bij meneer Parelhoen voordoet als de "voorzitter van de commissie ter bevordering van de belangen van de gazonhouders", probeert hij Wiplala ongemerkt in een tas mee te krijgen. Dit mislukt, maar uiteindelijk weet Wiplala zichzelf te redden door zich in een damesboetiek in een grote hoed te verstoppen.
De pruimensoep wordt inmiddels een groot succes, maar de bedrijfsleider wordt steeds wantrouwiger vanwege de langdurige afwezigheid van de directeur. Hij gaat op een dag op bezoek bij mevrouw Peters, die haar man inmiddels erg mist. Als vader Blom die avond uit de Cineac komt en even op het kantoor is, treft hij daar de bedrijfsleider en mevrouw Peters aan. Ze hebben het paspoort van meneer Peters in diens bureaula gevonden en  beschouwen dit als bewijs dat de directeur niet in Italië is. De bedrijfsleider belt de politie, maar dan lukt het Wiplala die in de kamer ernaast is ineens toch om de hond weer om te toveren tot de directeur. De bedrijfsleider en mevrouw Peters zijn totaal verbijsterd. Meneer Blom wordt nu door meneer Peters benoemd tot mededirecteur, aangezien de pruimensoep zo succesvol gebleken is. 
De familie Blom is nu voorgoed uit de problemen. Ook Juffrouw Twiddel wordt door Wiplala weer teruggetinkeld van een lijster in een mens, nadat de familie Blom haar toevallig in een boom aantreft. Wiplala denkt nu weer goed te kunnen tinkelen, maar hij belooft dat hij voorlopig toch bij de familie Blom blijft, in ieder geval totdat de kinderen volwassen zijn.